# 組踊
組踊是琉球的一種舞劇，由琉球國第二尚氏王朝的向受祐（玉城親方朝薰）創始，後逐漸融合踊念佛、能劇、狂言等藝術並發展。

## 歷史
在琉球第二尚氏王朝時代，每逢琉球國發生王位更替時，都要接待明朝、清朝的冊封使。琉球王府對此相當重視，以此為重要政治課題。1719年，在冊封尚敬王之際，時任踊奉行一職、對日本藝能造詣頗深的向受祐（玉城親方朝薰，當時位階為親雲上），事先參考了日本的藝能，將冊封使接待典禮（共7宴）中「重陽之宴」（第4宴）中的「二童敵討」、「執心鐘入」二題上演，此為組踊之始。後又將第6宴「拜辭之宴」中的「銘苅子」、「女物狂」、「孝行之卷」三題上演，此五題即為被後世稱作「朝薰五組」的組踴傑作。
向受祐創始之後，在冊封之宴的場合之外，觀看組踊成為琉球士族階級的娛樂之一，在上層社會廣為流傳。琉球處分之後，組踊傳入尋常百姓家，進一步得到發展。第二次世界大戰之後，琉球政府和沖繩縣政府都對其進行保護，1972年5月15日被日本列為國家重要無形文化財（綜合認定）。2010年11月，被聯合國教科文組織列入人類非物質文化遺產代表作名錄。

## 鑑賞
組踊由音樂、舞踊、台詞組成，一般被呼為「舞踊劇」、「音樂劇」。其風格與能劇、狂言相近，其特徵，音樂為琉球音樂，舞踊為琉球舞踊，台詞則使用琉球語首里方言。舞踊的主題多為勸善懲惡，這點與能劇、狂言類似。

## 較出名的組踊
- 二童敵討[2]

勝連按司阿麻和利貴為儀賓，心懷不軌，想要造反。因中城按司毛國鼎忠勇，心中猜忌，於是誣陷毛國鼎欲造反，尚泰久王令阿麻和利率軍滅了他。毛國鼎有二子毛鶴和毛龜，毛鶴時年十三歲，毛龜十二歲，當時隨母在山南查國吉所，倖免於難。二人聞變，持劍步行前往勝連，伺阿麻和利春遊之機懷劍向前。毛鶴乘阿麻和利酒醉之時砍下了他的頭顱，殺盡其隨從，為父親報了仇。
- 執心鐘入[2]

陶松壽是中城縣姑場村十五歲農家少年，白皙端麗，前往首里從師。一天松壽走到浦添極樂山附近，因天黑看不清路，執竹竿點地而行，至一農戶家中投宿。家中只有一名十六歲妖豔少女，欲與松壽調情，松壽逃走，該女手持獵具追趕。松壽逃入山中的萬壽寺，住持普德法師將其藏在大鐘之內，令三名僧人守于鐘旁，候女子入寺，便一起上前調戲。女子逃出門外，僧人移開大鐘欲放出松壽，大鐘發出聲響，女子披頭散髮再次奔入寺內，竄入鐘中。普德率眾僧繞鐘念咒，寺外電閃雷鳴，女子化為女鬼逃出寺外，不知所終。

## 腳註
1. ↑  . UNESCO Culture Sector.   [2011-05-02]. （原始内容存档于2015-11-05）.
2. 1 2  參見徐葆光所撰的《中山傳信錄·卷二 的存檔，存档日期2008-08-04.》重陽宴（拜辭宴、餞別宴、望舟宴）一節。